# Amduat

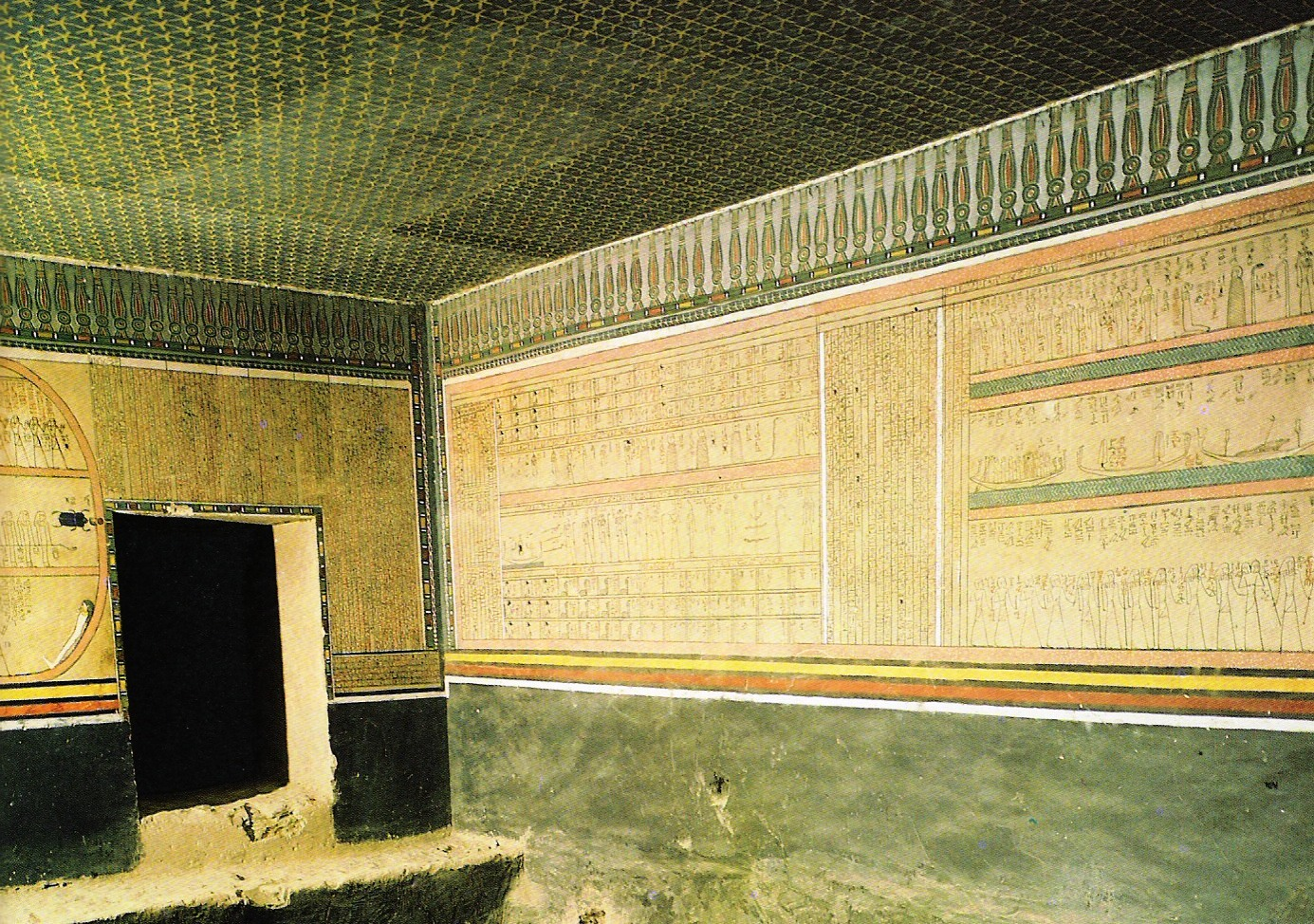
První a druhá hodina knihy Amduat v hrobce Amenhotepa II.

Amduat je staroegyptský pohřební a náboženský text, jehož první výskyt se datuje do období Nové říše.
Amduat (někdy také kniha Amduat) se překládá jako „Kniha skryté komory v Duatu“ či „Kniha o tom, co je v Duatu“). V průběhu Nové říše tento pohřební text náležel téměř výlučně faraonům. Umisťoval se na stěny pohřebišť, zejména v Údolí králů, a jeho kompletní podoba je dnes k nalezení v hrobkách faraonů XVIII. dynastie Thutmose III. a Amenhotepa II.
Základní kostru příběhu knihy Amduat tvoří půlnoční cesta slunečního boha Rea na bárce podsvětím. Společnost Reovi dělají různí bohové, plnící důležité praktické i ceremoniální role. Významnou úlohu zde mají ilustrace a v některých případech (např. v první hodině příběhu knihy) tyto dominují psanému textu.

## Historie a pozadí
Aby si ozřejmili denně pozorovatelné, ale rozumem nevysvětlitelné přírodní jevy (déšť, zemětřesení, střídání dne a noci), vyvinuli Egypťané během tří tisíc let trvání své civilizace mnoho kosmogonií a mýtů o pořádku světa. Jeden z nich vypráví příběh putování boha Rea podsvětím, v němž jej čeká mnoho náročných úkolů a mocných nepřátel, které musí zničit, aby druhý den mohlo znovu povstat slunce z temnoty noci. Krvavým vrcholem dramatického příběhu je zdolání temného symbolu zla, hada Apopa.
Tento příběh se odehrává právě na pozadí dějů knihy Amduat, dělící se na dvanáct nočních segmentů, běžně nazývaných “hodiny”. Každá z těchto hodin nese jedinečný příběh a představuje odlišné postavy fantaskních božstev v podobě lidí i zvířat.
Podobný motiv příběhu, popisujícího do detailu cestu Rea podsvětím, se objevuje i na nástěnných malbách hrobek faraonů XIX. a XX. dynastie, nesoucích názvy “Kniha bran” a “Kniha jeskyní”. Z období výskytu těchto “apokryfních” maleb lze usoudit, že během let docházelo k vývoji a významovému posunu narativů.

## Hodiny knihy Amduat
Děj první hodiny začíná po západu slunce, kdy se bůh Re se svou družinou dostává do tajemného podsvětí. Zde jej vítají paviáni, kteří mu zpívají a otevírají cestu do další hodiny. Kobří bohyně mu osvětlují temnotu podsvětí a bohové s hlavami lidí, krokodýlů a šakalů jej vítají a uctívají.
Druhá hodina Rea zastihne v oblasti Vernesu, podsvětní řeky, kterou obklopují úrodná pole Iaru, 309 mil dlouhá a 120 mil široká. Zde bůh Re ujišťuje přítomné bohy, že pole patří jim a zároveň jim slibuje úrodnou setbu.
Ve třetí hodině se poprvé objevuje bůh a vládce podsvětí Usir, jemuž Re propůjčí život. Místo, v němž se nachází, byť podsvětní, je úrodné a nese název “Voda Jediného pána, který přináší výživu”.
Čtvrtá hodina přináší razantní přeměnu. Pryč jsou úrodné břehy řeky Vernes. Re a jeho družina se přenáší do Rosetau, pouštní země boha Sokara, již obývají hadi s křídly a nohama. Mění se i charakter nástěnných maleb, které ztrácí svoji dosavadní horizontální strukturu. Bůh slunce je nyní na své bárce tažen přes písek, odkázán na své spojence. Všude vládne tma a ticho. Sám Re, nyní v podobě muže s beraní hlavou, nic nevidí a může jen slyšet hlasy těch, kteří jsou okolo něho.
V páté hodině pokračuje děj z hodiny předcházející. Voda, byť je již přítomna, je stále mělká a Reova bárka, na níž se také nachází jeho božská družina, byť s obměněným osazenstvem, je nyní tažena sedmi muži a sedmi ženami. Důležitým okamžikem je protažení Reovy bárky skrze Sokarův pahorek, který je alegorií Usirova hrobu. Vykreslen je i vnitřek Sokarovy země, v němž bůh Sokar, ve skutečnosti převtělený Re, pevně třímá křídla čtyřhlavého hada.
Půlnoc a nejtemnější část noci nastává v šesté hodině, během níž lze spatřit ústřední motiv knihy Amduat. Bůh slunce Re, nacházející se velmi blízko tajemným vodám praoceánu zrození Nun, se spojí se svým vlastním mrtvým tělem v podobě skaraba, obklopeným kolem dokola pětihlavým hadem, nazývaným “Ten s mnoha tvářemi”.
Sedmá hodina vykresluje nemilosrdné zacházení s nepřáteli slunečního boha. Na jejich spoutání a následnou dekapitaci dohlíží sedící Usir. Osazenstvo sluneční bárky je posíleno o bohyni Eset. Před bárkou se nachází sám největší Reův nepřítel Apop, již několikrát probodnutý a uvázaný Reovými spojenci.
Prostor osmé hodiny je dělen do několika uzavřených prostor, tzv. jeskyní. V nich jsou usazeny antropo- či zoomorfní bytosti rozličného významu, jimž je poskytováno oblečení. Z každé jeskyně se zároveň ozývá nějaký zvuk, opatřený přirovnáním. V této hodině je Reova bárka tažena osmi bohy, jejichž počet koresponduje s pořadím hodiny samotné.
V deváté hodině je dalším požehnaným mrtvým nabízeno oblečení, chléb a pivo, tedy vše, co mohou v posmrtném životě potřebovat. Reova bárka a její osazenstvo odpočívají a nabírají síly k dalším úkolům. Přítomna jsou i hrůzu evokující božstva, konkrétně dvanáct kobřích bohyní plivajících oheň.
Desáté hodině dominuje opětovné vyobrazení praoceánu Nun, v němž plavou bezvládná těla “těch, kdo se utopili v Podsvětí”, v přeneseném významu těch, kdo zahynuli v Nilu. V této hodině Rea na jeho bárce chrání had Mehen a před ním se nachází dvanáct strážců boha slunce s oštěpy, štíty a šípy. Začínají přípravy na svítání.
Re se ukazuje hned zkraje jedenácté hodiny v podobě dvouhlavého pána a stvořitele času. Zmínky o čase a jeho významu jsou patrné v celé této hodině. Důležitá je zde přítomnost sokolího boha Hora, jenž za asistence bohyní třímajících nože, pálí v šesti ohnivých jámách těla, duše, hlavy a stíny zbývajících nepřátel.
Poslední, dvanáctá hodina, se nese ve znamení konce temnoty. Bůh Re je znovuzrozen a připraven vypravit se na své denní putování po obloze. Tuto skutečnost oslavují četní bohové, kteří Rea nadšeně velebí a oslavují. Božská bárka je odzadu protažena tělem velikého hada. Tím je docíleno konečně symboliky obrácení času naruby. Zatímco mumie boha Usira prodlévá v podsvětí, kde je její odvěké místo, Re, nyní v podobě skaraba, symbolu znovuzrození, je nesen na pažích boha vzduchu, Šua, až k východnímu horizontu. Nastává nový den.

## Význam a smysl
Z hlediska využití textu i obrazu je kniha Amduat jednou z nejstarších manifestací představ o posmrtném životě a to nejen v Egyptě. Vývoj kánonu knihy prodělal více než tisíc let, během nichž došlo ke značné demokratizaci využití tohoto pohřebního textu. Umělecky zdařilé ilustrace v královských hrobkách, byť ne vždy dokončené, ostře kontrastovaly s pozdější praxí razantního zkracování textu bez ilustrací. Dlužno ovšem podotknout, že i s četnými zásahy do integrity textu setrvalo využití knihy Amduat až do řecko-římského období.